# Fasci italiani di combattimento
Fasci italiani di combattimento (Italienska kampförbunden) var en politisk rörelse som grundades av Benito Mussolini i Milano den 23 mars 1919. Rörelsen, vars kärna var socialistisk och starkt nationalistisk utkämpade direkta gatustrider med vänstergrupper i form av de paramilitära "svartskjortorna", squadristi. Detta anses vara fascismens födelse.

## Mål
Mussolini grundade organisationen för att bekämpa den, enligt fascisterna, ofördelaktiga freden efter första världskriget, där de flesta av Italiens krav förbigåtts, samt mot socialisterna, som genom sin neutralitetslinje ansågs ha svikit Italiens möjlighet till enande. Förbundens krav inkluderade minimilön, progressiv beskattning, kortare arbetsdagar, kvinnlig rösträtt, senatens avskaffande och en rad nationaliseringar (av bland annat vapen- och sprängämnesindustri) liksom en ny, korporativ folkrepresentation, i förening med krav på att landområden med italienskspråkig majoritetsbefolkning skulle förenas med Italien.

## Nationella fascistpartiet
Rörelsen organiserades 1921 i ett politiskt parti som Partito Nazionale Fascista, från 1923 i förbund med Italiens nationalistiska förening (INA).